# Аласоя
Аласоя (на френски: Alassoyah) е град и община в западна Гвинея, регион Киндия, префектура Форекария. Населението на общината през 2014 година е 14 903 души.